# Marjorie Henderson
Kathleen Marjorie Henderson (* im dritten Quartal 1905 in Portsmouth; † 2000, geborene Marjorie Bell) war eine englische Badmintonspielerin.

## Karriere
Marjorie Henderson gewann bei den prestigeträchtigen All England 1933 das Damendoppel mit Thelma Kingsbury. In den drei folgenden Jahren verteidigten sie diesen Titel. 1935, 1936 und 1937 siegten beide auch bei den Scottish Open.

## Erfolge
| Saison | Veranstaltung | Disziplin   | Platz |                                          |
| ------ | ------------- | ----------- | ----- | ---------------------------------------- |
| 1933   | All England   | Damendoppel | 1     | Marjorie Bell / Thelma Kingsbury         |
| 1934   | All England   | Damendoppel | 1     | Marjorie B. Henderson / Thelma Kingsbury |
| 1935   | All England   | Damendoppel | 1     | Marjorie B. Henderson / Thelma Kingsbury |
| 1935   | Scottish Open | Damendoppel | 1     | M. Henderson / Thelma Kingsbury          |
| 1936   | All England   | Damendoppel | 1     | Marjorie B. Henderson / Thelma Kingsbury |
| 1936   | Scottish Open | Damendoppel | 1     | M. Henderson / Thelma Kingsbury          |
| 1937   | Scottish Open | Damendoppel | 1     | M. Henderson / Thelma Kingsbury          |